# Altona (Manitoba)
Pour les articles homonymes, voir Altona.
Altona est une ville à prédominance mennonite du sud du Manitoba à environ 100 km au sud-ouest de Winnipeg et à 133 km au nord de Grand Forks, Dakota du Nord. Altona est reconnue comme la Capitale canadienne du tournesol (The Sunflower Capital of Canada). La localité est enclavée dans la municipalité rurale de Rhineland.

## Jumelage
- Australie : Emerald, Queensland

## Démographie
| 2001  | 2006  | 2011  | 2016  |
| ----- | ----- | ----- | ----- |
| 3 434 | 3 709 | 4 013 | 4 167 |

## Référence
- (en) Cet article est partiellement ou en totalité issu de l’article de Wikipédia en anglais intitulé « Altona, Manitoba » (voir la liste des auteurs).

1. ↑  « Statistique Canada - Profils des communautés de 2006 -    Altona » (consulté le 4 juin 2020)
2. ↑  « Statistique Canada - Profils des communautés de 2016 -   Altona » (consulté le 31 mai 2020)